# Chris Thomas King
Pour les articles homonymes, voir Chris King et King.
Chris Thomas King, né le 14 octobre 1964 à Baton Rouge (Louisiane), est un musicien de blues et acteur américain.

## Biographie
Chris Thomas King naît le 14 octobre 1964 à Baton Rouge dans l'état de la Louisiane. Il est le fils de Tabby Thomas, lui aussi joueur de blues. Il a gagné de nombreuses récompenses dont celle de  l'"Album de l'année" aux Grammy Awards et aux Country Music Awards. King a vendu plus de 10 millions de disques aux États-Unis. Il joue le rôle de Tommy Johnson dans le film des frères Coen O'Brother.

## Carrière
King est connu pour avoir été l'un des pionniers de la fusion entre le blues et le rap. Au début des années 1990 il écrit et produit l'album 21st Century Blues… From Da Hood qui mixe ces deux genres musicaux.
En tant qu'acteur, King a joué des rôles importants dans plusieurs films dont Ray dans lequel il interprète Lowell Fulson. Dans O Brother, il interprète le musicien Tommy Johnson. Il joue le rôle de Blind Willie Johnson dans le film de Wim Wenders intitulé The Soul of a Man.

## Filmographie
- 2000 : O'Brother () : Tommy Johnson
- 2003 : The Soul of a Man (documentaire) : Blind Willie Johnson
- 2004 : Ray () : Lowell Fulson
- 2008 : Traque sans merci (Kill Switch) (téléfilm) : détective Storm Anderson
- 2010 : Imagination Movers (en) (série télévisée), épisode Out of Tunes : T-Bone Crosby
- 2011 : Treme (série télévisée), épisode That's What Lovers Do
- 2016 : Quarry (série télévisée), épisode Coffee Blues : un musicien de blues

## Discographie
- Blue Beat (1984) sous le nom de Chris Thomas
- The Beginning (1986) : Chris Thomas
- Cry of the Prophets (1990) : Chris Thomas
- Help Us, Somebody (Single) (1993) : Chris Thomas
- Where The Pyramid Meets The Eye: A Tribute to Roky Erickson (1990)
- Simple (1993) : Chris Thomas
- 21st Century Blues... From Da Hood (1994) : Chris Thomas
- Chris Thomas King (1997)
- Red Mud (1998)
- Me, My Guitar and The Blues (2000)
- O' Brother (2000) - bande originale du film (participation : chanson Hard Time Killing Floor Blues)
- Down From The Mountain (2001)
- The Legend of Tommy Johnson, Act 1: Genesis 1900's-1990's (2001)
- It's a Cold Ass World: The Beginning (2001)
- Dirty South Hip-Hop Blues (2002)
- A Young Man's Blues (2002)
- The Roots (2003)
- Along the Blues Highway (2003) with Blind Mississippi Morris
- Johnny's Blues: A Tribute To Johnny Cash (2003)
- Why My Guitar Screams & Moans (2004)
- Live on Beale Steet (2008)
- Antebellum Postcards (2011)
- Bona Fide (2012)